# Haldenwang (Oberallgäu járás)
Haldenwang település Németországban, azon belül Bajorországban. Lakosainak száma 3876 fő (2023. december 31.). Haldenwang Kempten községgel határos.

## Népesség
A település népessége az elmúlt években az alábbi módon változott:
| Lakosok száma | 1240 | 1923 | 2500 | 2726 | 3712 | 3781 | 3824 | 3806 | 3843 | 3876 |
|               | 1875 | 1950 | 1975 | 1987 | 2012 | 2014 | 2016 | 2017 | 2021 | 2023 |